# ماثيو موي
ماثيو موي (بالإنجليزية: Matthew Moy)‏ هو ممثل أمريكي، ولد في 3 فبراير 1984 بسان فرانسيسكو في الولايات المتحدة.

## أعمال

### أفلام
- (2011) دون شروط[4]

### مسلسلات
- زيك ولوثر[5]
- ستيفن البطل
- فتاتان مفلستان
- كيف قابلت أمكما

## وصلات خارجية
- ماثيو موي على موقع IMDb (الإنجليزية)
- ماثيو موي على موقع ميوزك برينز (الإنجليزية)
- ماثيو موي على موقع قاعدة بيانات الفيلم (الإنجليزية)